# السيمياء (الخليل)

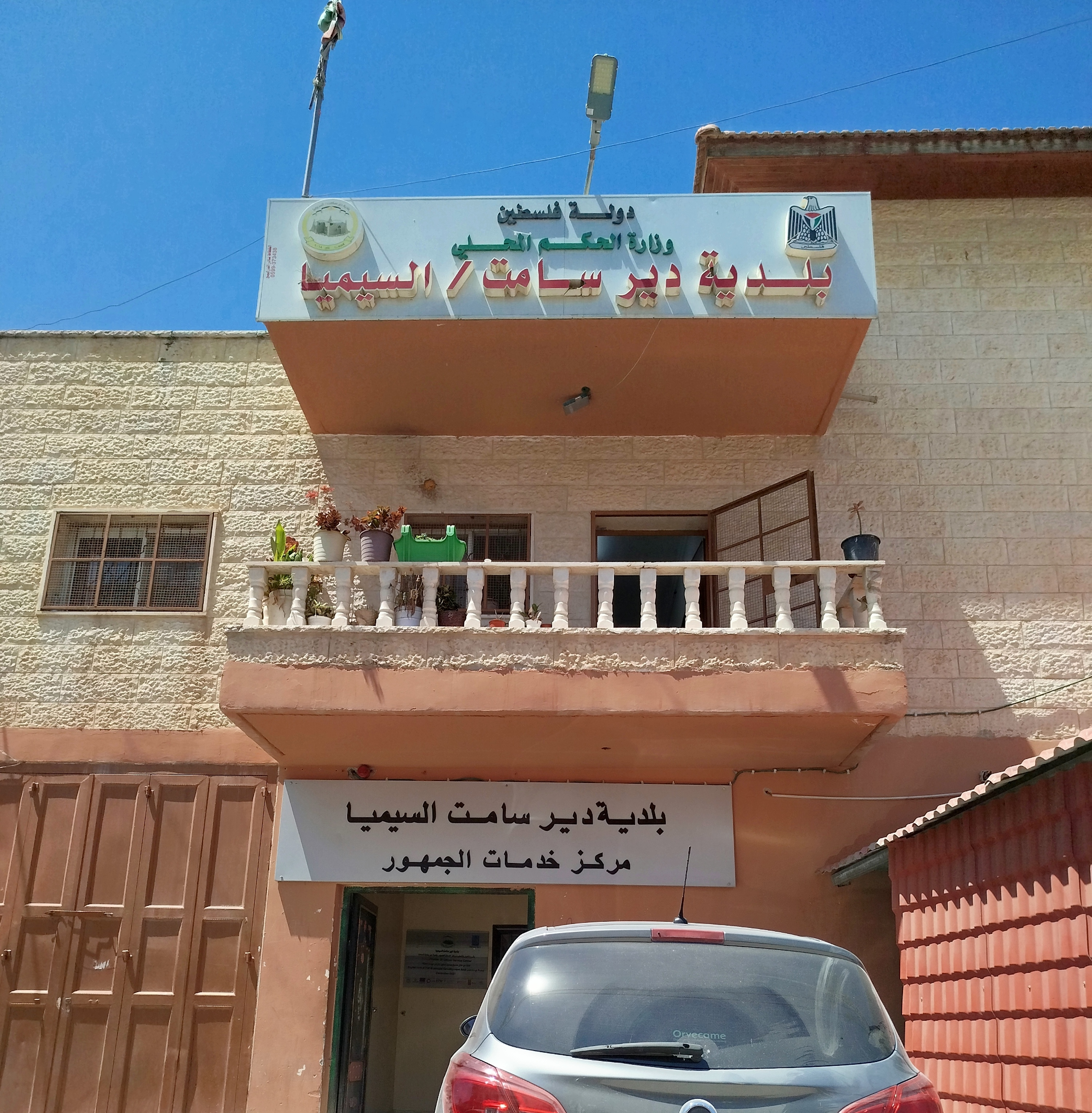
مبنى بلدية ديرسامت السيمياء

السيمياء قرية فلسطينية تقع غرب مدينة دورا في محافظة الخليل جنوب الضفة الغربية. وهي من القرى التي احتلتها إسرائيل خلال حرب 1967. منذ عام 2018 تٌعد ودير سامت مجلس بلدية.

## التسمية
سميت القرية منذ القدم بهذا الاسم نسبة إلى بئر السيمياء وهو بئر ماء نبع قديم منذ زمن الرومان وبعمق يتجاوز 15 متر ملفوفة من الحجر الصخري القديم وتظهر فيه آثار سحب الماء بالحبال. كانت بيارة السيمياء المصدر الوحيد لمياه الشرب وسقي القطعان في السيمياء ومنطقة الجوار منذ القدم، والاسم مأخوذ من «السمو والسيمة أي العلامة والشهرة والارتفاع» وهذا يوكد هذا التسمية المتداولة منذ القدم، وعرفت باسم (خربة السيمة، السيمياء، بلدة السيمياء، السيميا، سمية، خربة سيميا).

## التاريخ الحديث والمعاصر
تحتوي على أنقاض قرية مع بقايا أبنية، وصهاريج، وعتبات أبواب منقوش عليها، ومدافن منقورة في الصخر بها أعمدة.

### الانتداب البريطاني
وقعت القرية بيد الجيش البريطاني، ودخلت مع باقي فلسطين مظلة الانتداب البريطاني على فلسطين عام 1920 حتى وقوع حرب النكبة عام 1948.

### الحكم الأردني
أوائل خمسينيات القرن العشرين أتُبعت القرية للإدارة الأردنية بعد حرب 1948 نتيجةً لاتفاقيات الهدنة عام 1949.

### حرب 1967
وقعت القرية تحت الاحتلال الإسرائيلي بعد حرب النكسة عام 1967.
ذكر مصطفى مراد الدباغ في كتابه بلادنا فلسطين أنه كان بها 196 مسلمًا عام 1961.

### السلطة الفلسطينية
بعد تأسيس السلطة الوطنية الفلسطينية، تسلمت القرية ووضعتها تحت سيطرتها المدنية.

## الجغرافيا
تقع القرية إلى الغرب من مدينة دورا وضمن أراضيها (الحوض الطبيعي رقم 22)، وتبعد عن مدينة الخليل 14 كيلو متر، وترتفع بلدة السيمياء عن سطح البحر 460 مترًا، ويحدها من الشرق ديرسامت ومن الغرب الكوم ومن الشمال المورق ومن الجنوب بيت عوا.
تقع السيمياء إلى شرق خط الهدنة عام 1949، وتتوسط القرى الفلسطينية في جبل الخليل والمحاذية للخط الأخضر الممتد من قرية الجبعة مرورًا بقرى وبلدات صوريف، خاراس، نوبا، بيت اولا، ترقوميا، اذنا، الكوم، بيت مقدوم، المورق، السيمياء، ديرسامت، بيت عوا، سكة، المجد، طواس، دير العسل التحتا، أبو حامد، دير العسل الفوقا، بيت الروش التحتا، بيت الروش الفوقا، بيت مرسم، البيرة، البرج، وتبعد عن الجدار الإسرائيلي 1,800 مترًا.

### الحرارة
يصل معدل سقوط الأمطار السنوي فيها من 380 - 450 ملم، ودرجة الحرارة تكون بفارق 2-3 درجات مع مدينة دورا التي ترتفع 850 متر فوق سطح البحر، والطقس معتدل حار نسبياً صيفا ودرجة الحرارة ما بين 25° - 42° وتهب رياح شرقية مع اختلاف وتقلب الطقس.

## السكان
بلغ عدد سكان بلدة السيمياء عام 1961 الـ196 نسمة، وفي الإحصاء الفلسطيني الأول عام 1997 بلغ عدد السكان 1225 نسمة.

## البنية التحتية

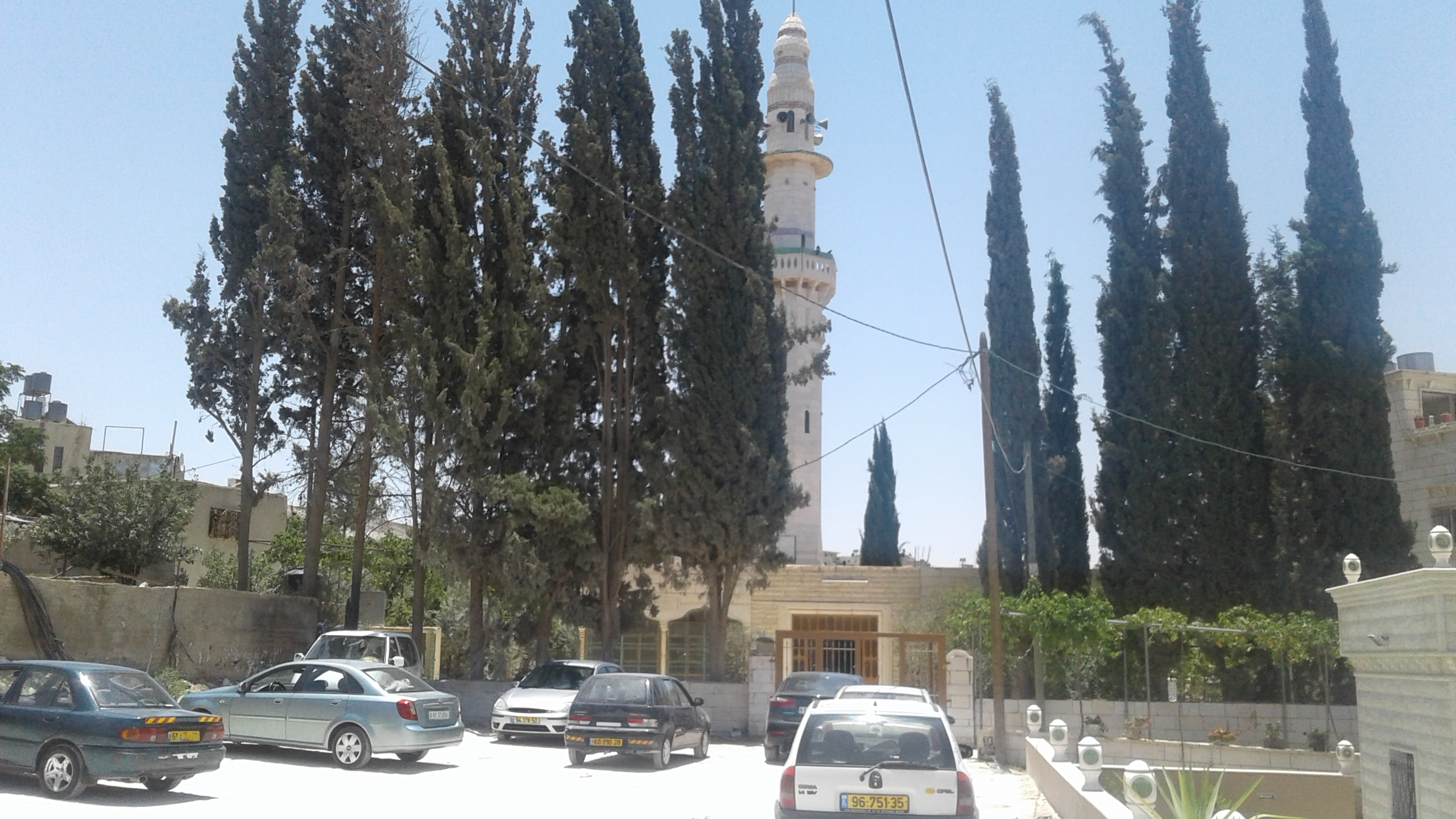
مبنى مسجد الصحابي شرحبيل بن حسنة في القرية

بها مدرسة ابتدائية، وعيادة رعاية أولية صحية حكومية، ومركز طوارئ تابع لجمعية الهلال الأحمر الفلسطيني يخدم منطقة دير سامت والسيمياء، ومسجد السيمياء أسس عام 1990 باسم الصحابي الجليل شرحبيل بن حسنة.

### المياه
في القرية نبع ماء عذب يُسمى عين نبع السيمياء أو بيارة السيمياء. بُني البئر على طريقة الآبار الرومانية القديمة، من الأحجار الصخرية الملفوفة وبشكل دائري، وتصل إلى عمق 15 متر تقريبًا.

## الآثار
في عام 2000 هدمت جميع المباني والسير والمُغر والعقود التاريخية والأثرية القديمة بهدف إقامة مشروع بناء مدرسة، ولم ينفذ المشروع بحجة انها منطقة أثرية، ولم يتبقى من مباني القرية القديمة إلا القليل.

## معرض صور

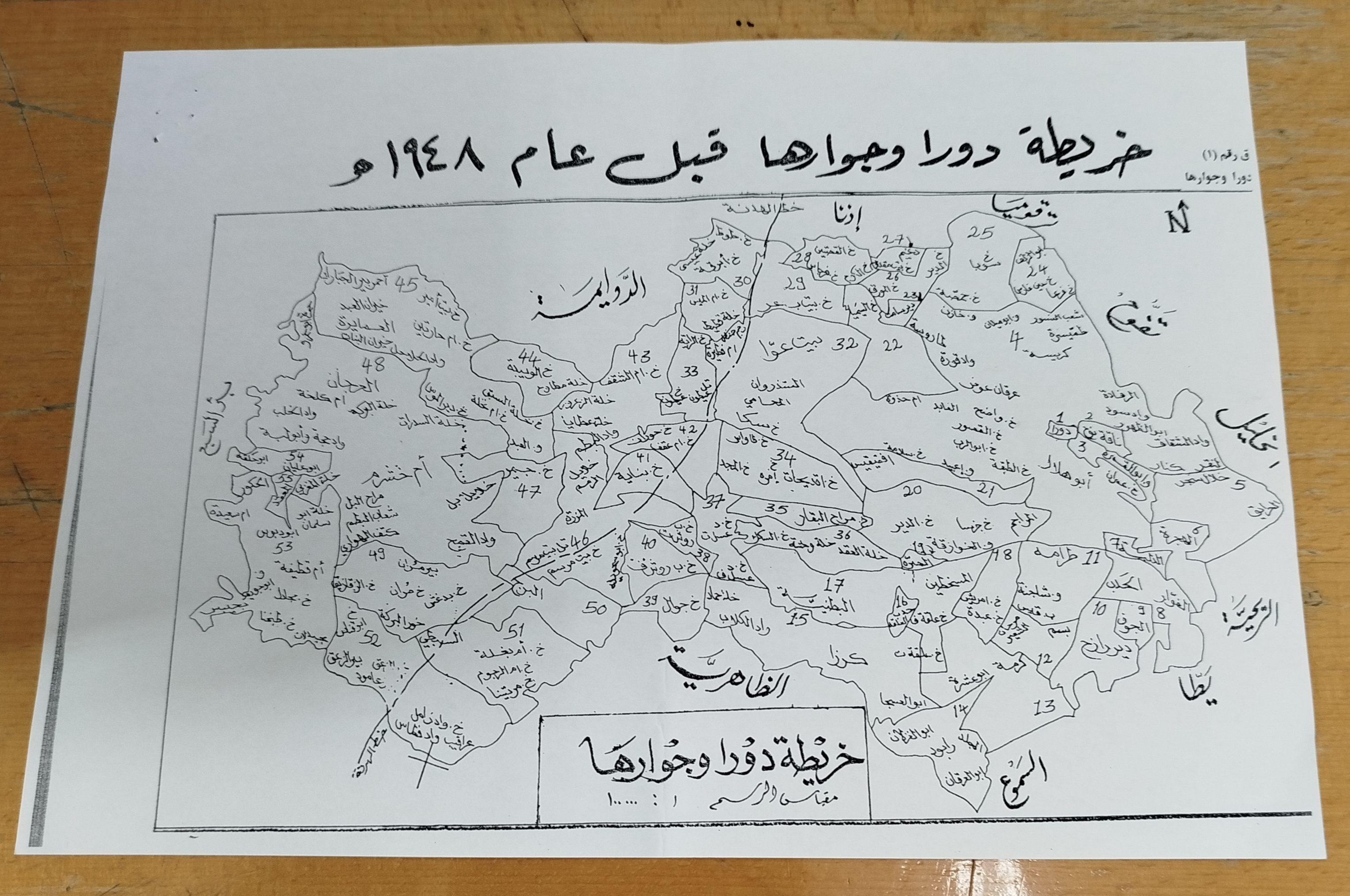
خريطة دورا وجوارها قبل عام 1948
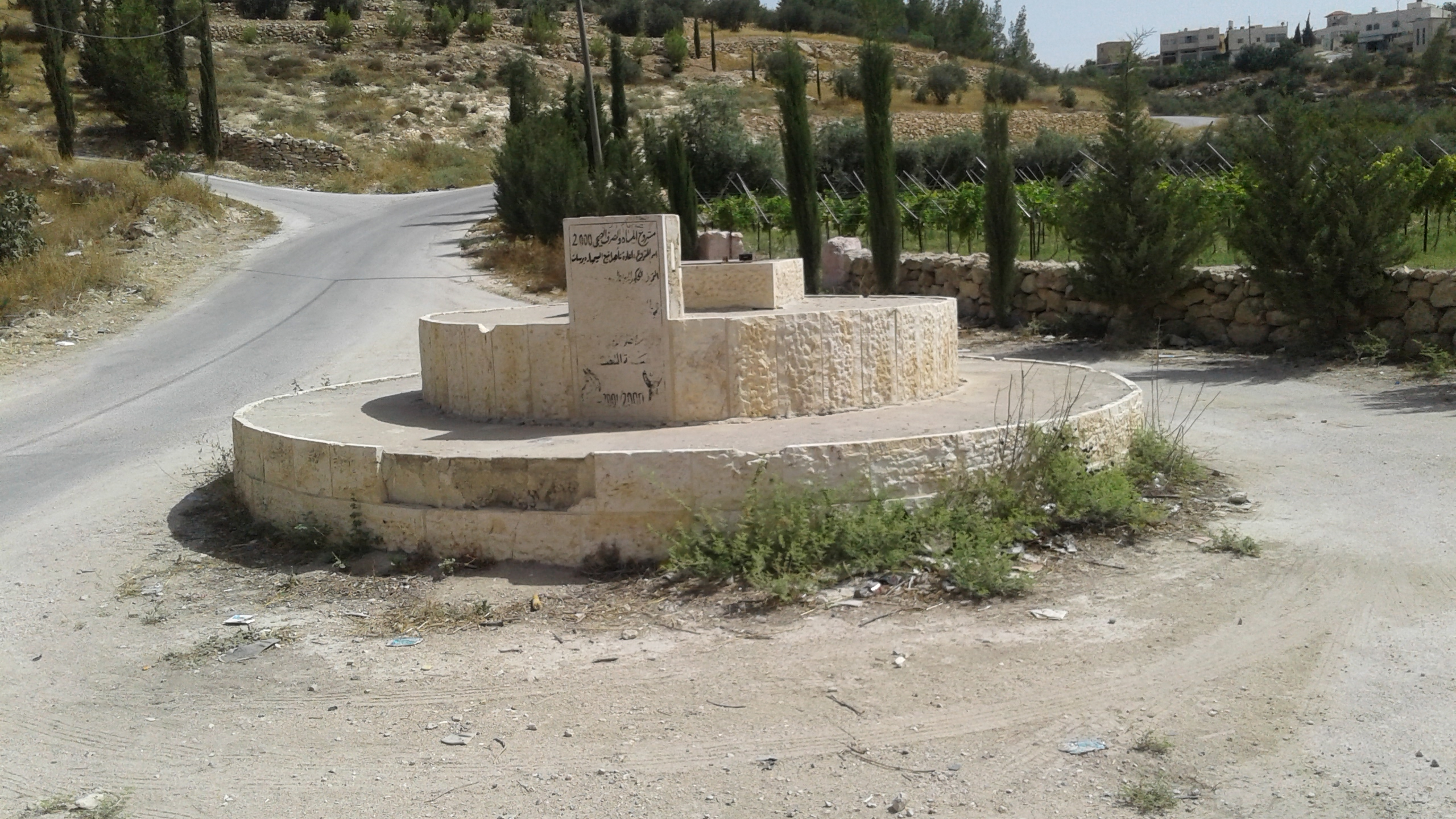
عين نبع السيمياء
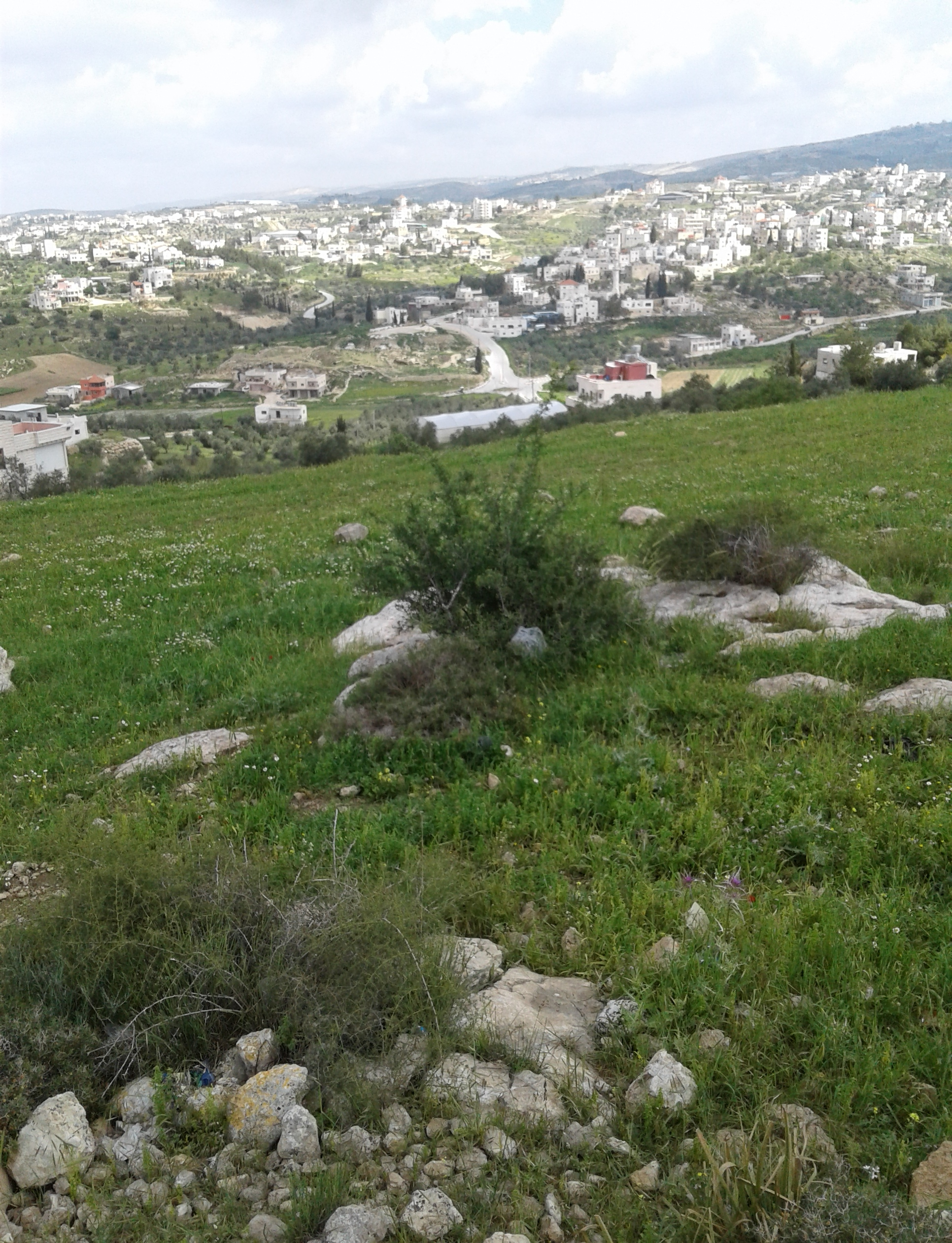
مبان القرية من جبل خلة الفول
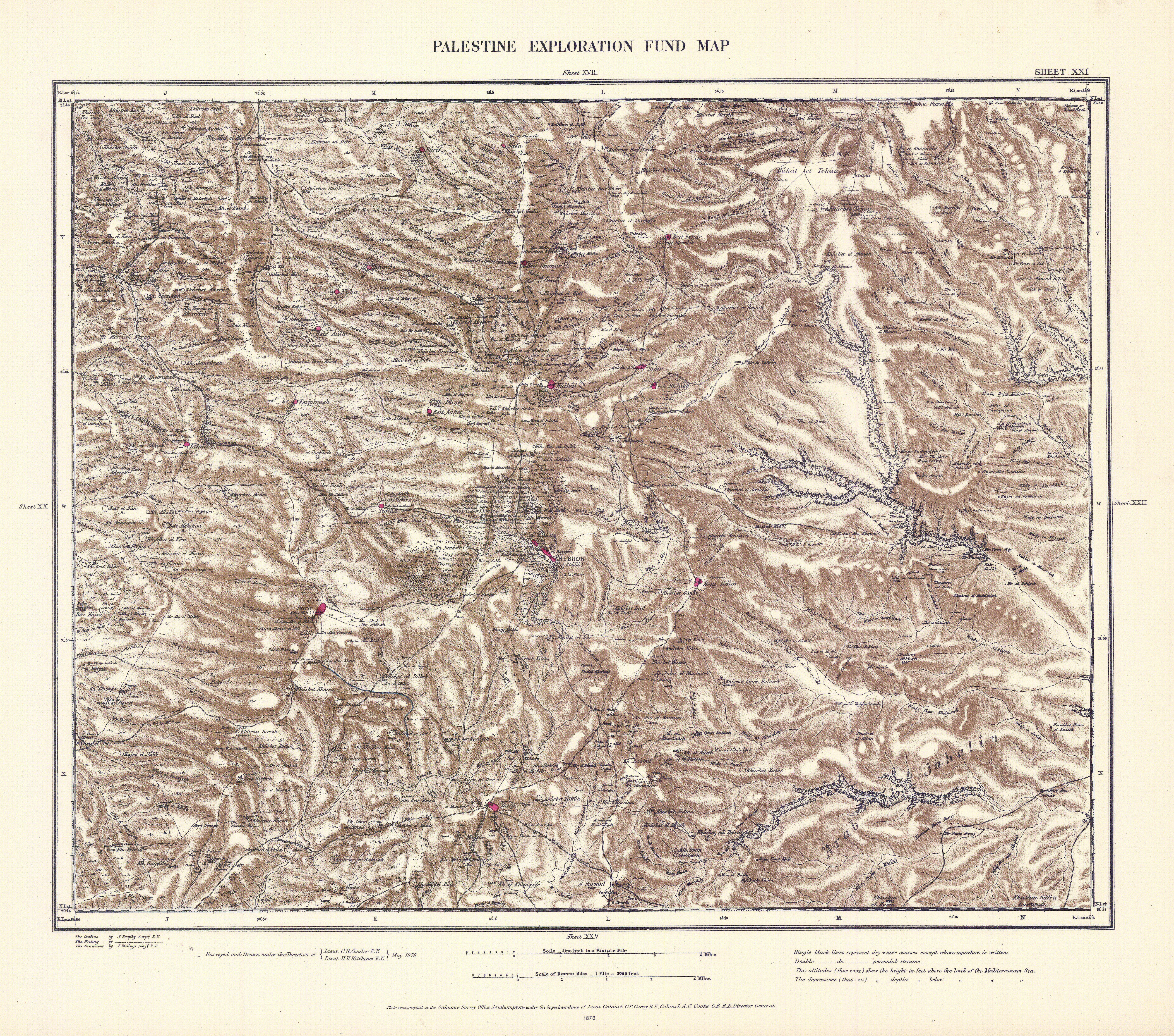
خارطة منطقة الخليل عام 1880